# Joana de França, Duquesa de Bretanha
Joana de França ou Joana de Valois (em francês: Jeanne de France ou Jeanne de Valois; Castelo de Melun, 24 de janeiro de 1391 — Vannes, 27 de setembro de 1433) foi duquesa da Bretanha através de seu casamento com João VI. Era filha de Carlos VI de França e sua esposa, Isabel da Baviera.

## João VI e os Condes de Penthièvre
Os Condes de Penthièvre tinham perdido a Guerra de Sucessão Bretã na década de 1340. Como resultado, perderam o título ducal da Bretanha aos Montforts. A conclusão para o conflito levou muitos anos para se confirmar até 1365, quando o Tratado de Guérande foi assinado. Apesar da perda militar e diplomática do acordo, os condes de Penthièvre não haviam renunciado a suas reivindicações ducais à Bretanha e continuaram a persegui-las.
Em 1420 convidaram João VI para um festival realizado em Châtonceaux. Ele apareceu e foi detido. Posteriormente, os Condes de Penthiève espalharam boatos sobre sua morte e o levou a uma nova prisão por dia. Joana de França apelou a todos os barões da Bretanha para responder. Eles cercaram todos os castelos da família Penthièvre um por um.
Joana acabou apreendendo a condessa viúva de Penthièvre, Margarida de Clisson, forçando-a a libertar o duque.

## Família
Joana era filha de Carlos VI de França e Isabel da Baviera, que lhe deu o Livro de horas quando tinha 6 anos. Ela era mãe de dois Duques da Bretanha. Ela também tinha irmãos notáveis.
Em 1396 casou-se com João VI, Duque de Bretanha. Juntos, eles tiveram sete filhos:
- Ana (1409 – c. 1415);
- Isabel (1411 – c. 1442), que em 1435 casou com Guy XIV de Laval e teve 3 filhos com ele;
- Margarida (1412 – c. 1421);
- Francisco I (1414 – c. 1450), duque da Bretanha;
- Catarina (1416 – c. 1421);
- Pedro II (1418 – c. 1457), duque da Bretanha;
- Gilles, Senhor de Chantocé (1420 – c. 1450).

Seus irmãos mais notáveis foram:
- Rei Carlos VII de França;

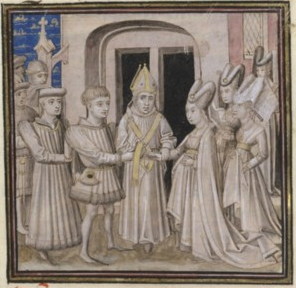
O casamento de João e Joana por Froissart.

- Catarina de Valois - ela se casou com o rei Henrique V de Inglaterra e foi a mãe de Henrique VI);
- Isabel de Valois - que se casou com o rei Ricardo II de Inglaterra;
- Micaela de Valois - ela se casou com Filipe III, duque de Borgonha.

Joana morreu em 1433, durante o reinado de seu marido.